# Chikuma Shobō
Pour les articles homonymes, voir Chikuma.
Chikuma Shobō (筑摩書房) est une maison d'édition japonaise dont le siège social est situé à Taitō, à Tokyo.

## Histoire
Chikuma Shobō a été créé par Akira Furuta en 1940. Son nom légal est, depuis 1942, la Kabushiki-Gaisha Chikuma Shobo. Elle publie beaucoup de collections individuelles comme Osamu Dazai et Kunio Yanagita. En 1978, elle a été placée en redressement judiciaire mais a continué la publication. En 1985, elle a commencé la publication de Chikuma bunko (petit format) et, en 1994, Chikuma shinsho.

## Œuvres françaises traduites en japonais
- L'Empire des signes, par Roland Barthes
- Le Degré zéro de l'écriture, par Roland Barthes
- La Tour Eiffel, par Roland Barthes
- Travaux poématiques de Charles Baudelaire
- Les Particules élémentaires, par Michel Houellebecq
- Le Petit Prince, par Antoine de Saint-Exupéry
- Gargantua, par François Rabelais
- Pantagruel, par François Rabelais
- Le Tiers Livre, par François Rabelais
- Travaux littéraires de Lautréamont
- Leçon de philosophie, par Simone Weil
- L'Être et le Néant, « essai d'ontologie phénoménologique », par Jean-Paul Sartre
- Donner la mort, par Jacques Derrida
- Méditations métaphysiques, par René Descartes
- Nietzsche, par Gilles Deleuze
- La Société du spectacle, par Guy Debord
- L'Érotisme, par Georges Bataille
- La Poétique de l'espace, par Gaston Bachelard
- Maladie mentale et psychologie, par Michel Foucault
- Les Collections de Michel Foucault (6 tomes)
- L'Échange symbolique et la mort, par Jean Baudrillard
- L'Anthologie de Maurice Merleau-Ponty
- Travaux d'Emmanuel Levinas

## Mangas
- Sumomo-san Ikka (李さん一家), de Yoshiharu Tsuge
- Nejishiki (ねじ式), de Yoshiharu Tsuge
- Kitaro le repoussant (ゲゲゲの鬼太郎), de Shigeru Mizuki
- NonNonBâ, de Shigeru Mizuki
- Ijimete-kun (いじめてくん), de Sensha Yoshida
- Bakata-Daigaku Nanoda !? (バカ田大学なのだ!?), de Fujio Akatsuka
- Anthologie de Kazuo Umezu
- Anthologie d'Osamu Tezuka

## Livres d'étude sur Manga
- Manga Genron (漫画原論, Le Principe de Manga), par Inuhiko Yomota
- Disséquer Manga (マンガを解剖する), par Hidetoshi Fuse